# Чемпионат Санкт-Петербурга по футболу
Чемпионат Санкт-Петербурга по футболу — футбольное первенство города Санкт-Петербурга (Петрограда, Ленинграда), разыгрываемое с 1901 года.

## История
До 1923 года включительно розыгрыш осуществлялся Санкт-Петербургской футбол-лигой. Первой наградой являлся Кубок Аспдена, который был приобретён футбольным меценатом и крупным предпринимателем Т. М. Аспденом. Этот приз разыгрывался все дореволюционные годы.
До 1935 года включительно (до начала розыгрыша клубных чемпионатов) являлся соревнованием топ-уровня с участием сильнейших футболистов города и, наряду с первенствами таких городов, как Москва, Харьков, Киев, одним из наиболее значимых футбольных клубных соревнований в СССР того периода.
С появлением всесоюзных клубных турниров утратил статус важнейшего соревнования, став первенством города для клубных (любительских) команд.
C 1995 года чемпионат проводится общественной организацией «Региональная спортивная Федерация футбола Санкт-Петербурга».
Чемпионат проводится среди любительских команд. До 2023 года являлся IV дивизионом Первенства России, с 2023 года чемпионат в высшей лиге относится к III дивизиону.

## Таблица призёров
| Год                                                   | №                               | Чемпион                                              | Второй призёр                                                    | Третий призёр                                                          |
| Санкт-Петербургская футбол-лига                       | Санкт-Петербургская футбол-лига | Санкт-Петербургская футбол-лига                      | Санкт-Петербургская футбол-лига                                  | Санкт-Петербургская футбол-лига                                        |
| ----------------------------------------------------- | ------------------------------- | ---------------------------------------------------- | ---------------------------------------------------------------- | ---------------------------------------------------------------------- |
| 1901                                                  | I                               | «Невка»                                              | «Виктория»                                                       | «Невский»                                                              |
| 1902                                                  | II                              | «Невский»                                            | «Виктория»                                                       | «Невка»                                                                |
| 1903                                                  | III                             | «Виктория»                                           | «Невский»                                                        | «Спорт»                                                                |
| 1904                                                  | IV                              | «Невский»                                            | «Петровский»                                                     | «Виктория»                                                             |
| 1905                                                  | V                               | «Невский»                                            | «Националы»                                                      | «Виктория»                                                             |
| 1906                                                  | VI                              | «Невский»                                            | «Виктория»                                                       | «Нева»                                                                 |
| 1907                                                  | VII                             | «Невский»                                            | «Нева»                                                           | «Спорт»                                                                |
| 1908                                                  | I (в)                           | «Невский» — «Националы» — 1:0                        | «Невский» — «Националы» — 1:0                                    |                                                                        |
| 1908                                                  | VIII                            | «Спорт»                                              | «Виктория»                                                       | «Нева»                                                                 |
| 1909                                                  | II (в)                          | «Спорт»-Б — «Националы-А» — 2:1                      | «Спорт»-Б — «Националы-А» — 2:1                                  |                                                                        |
| 1909                                                  | IX                              | «Спорт»                                              | «Надежда»                                                        | «Меркур»                                                               |
| 1909                                                  | I (РОФЛ)                        | «Невский»                                            | «Виктория»                                                       | «Нева»                                                                 |
| 1910                                                  | III (в)                         | «Спорт»-А — «Коломяги»-А — 2:1                       | «Спорт»-А — «Коломяги»-А — 2:1                                   |                                                                        |
| 1910                                                  | Х                               | «Спорт»                                              | «Коломяги»                                                       | «Удельная»                                                             |
| 1910                                                  | II (РОФЛ)                       | «Невский»                                            | «Оккервиль»                                                      | «Виктория»                                                             |
| 1911                                                  | IV (в)                          | «Удельная»-А — «Нарва» — 2:1                         | «Удельная»-А — «Нарва» — 2:1                                     |                                                                        |
| 1911                                                  | III (в; РОФЛ)                   | «Меркур»                                             | «Невский»                                                        | «Виктория»                                                             |
| 1911                                                  | XI                              | «Меркур»                                             | «Невский»                                                        | «Спорт»                                                                |
| 1911                                                  | XI                              | «Спорт»                                              | «Унитас»                                                         | «Коломяги»                                                             |
| 1911                                                  | IV (РОФЛ)                       | «Меркур»                                             | «Невский»                                                        | «Нева»                                                                 |
| 1912                                                  | V (в)                           | «Унитас-Б» — «Коломяги-А» — 3:2                      | «Унитас-Б» — «Коломяги-А» — 3:2                                  |                                                                        |
| 1912                                                  | XII                             | «Унитас»                                             | «Спорт»                                                          | «Нарва»                                                                |
| 1913                                                  | VI (в)                          | «Унитас-А» — «Петровский-А» — 3:1                    | «Унитас-А» — «Петровский-А» — 3:1                                |                                                                        |
| 1913                                                  | XIII                            | «Спорт»                                              | «Меркур»                                                         | «Нарва»                                                                |
| 1914                                                  | VII (в)                         | «Спорт» — «Меркур» — 8:2                             | «Спорт» — «Меркур» — 8:2                                         |                                                                        |
| 1914                                                  | XIV                             | «Спорт»                                              | «Коломяги»                                                       | «Унитас»                                                               |
| 1915                                                  | VIII (в)                        | «Коломяги» — «Унитас» — 4:2                          | «Коломяги» — «Унитас» — 4:2                                      |                                                                        |
| 1915                                                  | XV                              | «Меркур»                                             | «Спорт»                                                          | «Коломяги»                                                             |
| 1916                                                  | IX (в)                          | «Спорт» — «Коломяги» — 2:1                           | «Спорт» — «Коломяги» — 2:1                                       |                                                                        |
| 1916                                                  | XVI                             | «Коломяги»                                           | «Меркур»                                                         | «Нева»                                                                 |
| 1917                                                  | X (в)                           | «Меркур» — «Кречет» — 2:1                            | «Меркур» — «Кречет» — 2:1                                        |                                                                        |
| 1917                                                  | XVII                            | «Коломяги»                                           | «Меркур»                                                         | «Унитас»                                                               |
| 1918                                                  | XI (в)                          | «Меркур» — «Коломяги» — 3:1                          | «Меркур» — «Коломяги» — 3:1                                      |                                                                        |
| 1918                                                  | XVIII                           | «Коломяги»                                           | «Меркур»                                                         | «Унитас»                                                               |
| 1919                                                  | XII (в)                         | «Коломяги» — «Меркур» — 7:1                          | «Коломяги» — «Меркур» — 7:1                                      |                                                                        |
| 1919                                                  | XIX                             | не окончен                                           | не окончен                                                       | не окончен                                                             |
| 1920                                                  | XIII (в)                        | «Коломяги» — «Меркур» — 9:2 (д.в.)                   | «Коломяги» — «Меркур» — 9:2 (д.в.)                               |                                                                        |
| 1920                                                  | XX                              | «Коломяги»                                           | «Меркур»                                                         | Полуфиналисты — «Унитас», «Тосмен»                                     |
| 1921                                                  | XIV (в)                         | «Меркур» — «Унитас» — 5:1                            | «Меркур» — «Унитас» — 5:1                                        |                                                                        |
| 1921                                                  | XXI                             | «Меркур»                                             | «Коломяги»                                                       | «Унитас»                                                               |
| 1922                                                  | XV (в)                          | «Спорт» — «Меркур» — 7:0                             | «Спорт» — «Меркур» — 7:0                                         |                                                                        |
| 1922                                                  | XXII                            | «Спорт»                                              | «Меркур»                                                         | «Унитас»                                                               |
| 1923                                                  | XVI (в)                         | «Коломяги» — «Детское Село» — 3:1                    | «Коломяги» — «Детское Село» — 3:1                                |                                                                        |
| 1923                                                  | XXIII                           | «Меркур»                                             | «Спорт»                                                          | «Унитас»                                                               |
| Чемпионаты ЛОСФК и ЛОСПС с участием сильнейших команд |                                 |                                                      |                                                                  |                                                                        |
| 1924                                                  | XXIV                            | Петроградский район — Ленинградский уезд — 3:2       | Петроградский район — Ленинградский уезд — 3:2                   |                                                                        |
| 1925                                                  | XVII (в)                        | Петроградский район — А — «Большевик» — 2:1          | Петроградский район — А — «Большевик» — 2:1                      |                                                                        |
| 1925                                                  | I (о)                           | «Пищевики» — «Металлисты» — 4:0                      | «Пищевики» — «Металлисты» — 4:0                                  |                                                                        |
| 1925                                                  | XXV (о)                         | «Красный путиловец»                                  | Петроградский район — А                                          | Выборгский район — А                                                   |
| 1926                                                  | XVIII (в)                       | Петроградский район — Володарский район — 1:0 (д.в.) | Петроградский район — Володарский район — 1:0 (д.в.)             |                                                                        |
| 1926                                                  | II (о)                          | «Пищевики» — «Металлисты» — 4:2                      | «Пищевики» — «Металлисты» — 4:2                                  |                                                                        |
| 1926                                                  | XXVI (о)                        | «Динамо»                                             | Выборгский район                                                 | Володарский район                                                      |
| 1927                                                  | XIX (в)                         | Стадион им. Ленина                                   | «Динамо»                                                         | ЦДФК                                                                   |
| 1927                                                  | III (в)                         | «Пищевкус»                                           | «Красный выборжец»                                               | Клуб им. Ленина                                                        |
| 1927                                                  | XXVII                           | «Динамо»                                             | ЛГСПС                                                            | «Пищевкус»                                                             |
| 1928                                                  | XX (в)                          | «Пищевкус»                                           | «Динамо»                                                         | ЛОСПС                                                                  |
| 1928                                                  | XXVIII                          | «Пищевкус»                                           | «Красный путиловец»                                              | «Динамо»                                                               |
| 1929                                                  | XXI (в)                         | «Пищевкус»                                           | «Динамо»                                                         | «Большевик»                                                            |
| 1929                                                  | XXIX                            | «Пищевкус»                                           | «Красный выборжец»                                               | «Динамо»                                                               |
| 1930                                                  | XXX                             | «Динамо»                                             | «Пищевкус»                                                       | «Большевик»                                                            |
| 1931                                                  | XXII (в)                        | «Динамо»                                             | «Красная заря»                                                   | «Большевик»                                                            |
| 1931                                                  | XXXI                            | «Динамо»                                             | «Красная заря»                                                   | ЛМЗ им. Сталина                                                        |
| 1932                                                  | XXXII                           | «Красная заря»                                       | «Динамо»                                                         | «Большевик»                                                            |
| 1933                                                  | XXXIII                          | «Динамо»                                             | «Красная заря»                                                   | «Большевик»                                                            |
| 1934                                                  | XXXIV                           | «Красная заря»                                       | «Динамо»                                                         | «Промкооперация»                                                       |
| 1935                                                  | XXXV                            | «Динамо»                                             | «Большевик»                                                      | «Красная заря»                                                         |
| Чемпионаты среди клубных (любительских) команд        |                                 |                                                      |                                                                  |                                                                        |
| 1936                                                  | 36                              | «Локомотив»                                          | ?                                                                | ?                                                                      |
| 1937                                                  | 37                              | Институт физкультуры                                 | ?                                                                | ?                                                                      |
| 1938                                                  | 38                              | «Динамо»                                             | ?                                                                | ?                                                                      |
| 1939                                                  | 39                              | «Красная заря»                                       | ?                                                                | ?                                                                      |
| 1940                                                  | 40                              | ЛВО                                                  | ?                                                                | ?                                                                      |
| 1941                                                  | 41                              | не окончен                                           | не окончен                                                       | не окончен                                                             |
| 1942                                                  | Блиц                            | Сб. Ленгарнизона-1                                   | Сб. Ленгарнизона-2                                               | Сб. учебных пунктов                                                    |
| 1943                                                  | 42                              | В/ч Быстрова                                         | В/ч Лобанова                                                     | Всевобуч                                                               |
| 1944                                                  | 43                              | В/ч Лобанова                                         | Всевобуч                                                         | «Динамо»                                                               |
| 1945                                                  | 44                              | «Динамо»                                             | ?                                                                | ?                                                                      |
| 1946                                                  | 45                              | «Пищевик»                                            | ?                                                                | ?                                                                      |
| 1947                                                  | 46                              | Красногвардейский район                              | ?                                                                | ?                                                                      |
| 1948                                                  | 47                              | «Динамо»                                             | ?                                                                | ?                                                                      |
| 1949                                                  | 48                              | «Трудовые резервы»                                   | ?                                                                | ?                                                                      |
| 1950                                                  | 49                              | «Динамо»                                             | ?                                                                | ?                                                                      |
| 1951                                                  | 50                              | «Динамо»                                             | ?                                                                | ?                                                                      |
| 1952                                                  | 51                              | ЛДО                                                  | ?                                                                | ?                                                                      |
| 1953                                                  | 52                              | «Динамо»                                             | ?                                                                | ?                                                                      |
| 1954                                                  | 53                              | ЛДО                                                  | ?                                                                | ?                                                                      |
| 1955                                                  | 54                              | ГОМЗ                                                 | ?                                                                | ?                                                                      |
| 1956                                                  | 55                              | ГОМЗ                                                 | ?                                                                | ?                                                                      |
| 1957                                                  | 56                              | «Светлана»                                           | ?                                                                | ?                                                                      |
| 1958                                                  | 57                              | «Светлана»                                           | «Геологоразведка»                                                | —                                                                      |
| 1959                                                  | 58                              | «Светлана»                                           | ?                                                                | ?                                                                      |
| 1960                                                  | 59                              | «Светлана»                                           | ?                                                                | ?                                                                      |
| 1961                                                  | 60                              | ГОМЗ                                                 | «Динамо»                                                         | «Светлана»                                                             |
| 1962                                                  | 61                              | ГОМЗ                                                 | «Динамо»                                                         | «Светлана»                                                             |
| 1963                                                  | 62                              | «Динамо»                                             | «Зенит» (ГОМЗ)                                                   | «Ижорец»                                                               |
| 1964                                                  | 63                              | «Динамо»                                             | «Зенит» (ГОМЗ)                                                   | «Комсомолец»                                                           |
| 1965                                                  | 64                              | «Светлана»                                           | «Динамо»                                                         | ЛОМО ("Зенит")                                                         |
| 1966                                                  | 65                              | «Динамо»                                             | ЛОМО («Зенит»)                                                   | «Ижорец»                                                               |
| 1967                                                  | 66                              | «Динамо»                                             | Большевик                                                        | ЛОМО («Зенит»)                                                         |
| 1968                                                  | 67                              | «Динамо»                                             | Большевик                                                        | «Сокол»                                                                |
| 1969                                                  | 68                              | «Светлана»                                           | «Динамо»                                                         | «Шторм»                                                                |
| 1970                                                  | 69                              | «Динамо»                                             | «Светлана»                                                       | ЛОМО                                                                   |
| 1971                                                  | 70                              | «Динамо»                                             | «Шторм»                                                          | «Скороход»                                                             |
| 1972                                                  | 71                              | «Динамо»                                             | «Шторм»                                                          | «Скороход»                                                             |
| 1973                                                  | 72                              | «Динамо»                                             | ЛОМО                                                             | «Шторм»                                                                |
| 1974                                                  | 73                              | «Динамо»                                             | «Скороход»                                                       | «Ижорец»                                                               |
| 1975                                                  | 74                              | «Динамо»                                             | ЛОМО                                                             | «Светлана»                                                             |
| 1976                                                  | 75                              | «Динамо»                                             | «Красный треугольник»                                            | ЛОМО                                                                   |
| 1977                                                  | 76                              | «Динамо»                                             | ЛОМО                                                             | «Светлана»                                                             |
| 1978                                                  | 77                              | «Динамо»                                             | «Скороход»                                                       | ЛОМО                                                                   |
| 1979                                                  | 78                              | ЛОМО                                                 | «Динамо»                                                         | «Скороход» и «Светлана»                                                |
| 1980                                                  | 79                              | «Динамо»                                             | ЛОМО                                                             | «Светлана»                                                             |
| 1981                                                  | 80                              | «Динамо»                                             | ЛОМО                                                             | «Светлана»                                                             |
| 1982                                                  | 81                              | «Светлана»                                           | ЛОМО                                                             | «Кировец»                                                              |
| 1983                                                  | 82                              | ЛОМО                                                 | «Светлана» и «Кировец» (равное количество очков в турнире)       | «Светлана» и «Кировец» (равное количество очков в турнире)             |
| 1984                                                  | 83                              | ЛОМО                                                 | «Кировец»                                                        | «Светлана»                                                             |
| 1985                                                  | 84                              | «Адмиралтеец»                                        | ЛОМО и «Красный треугольник» (равное количество очков в турнире) | ЛОМО и «Красный треугольник» (равное количество очков в турнире)       |
| 1986                                                  | 85                              | ЛОМО                                                 | «Кировец»                                                        | «Светлана» и «Красный треугольник» (равное количество очков в турнире) |
| 1987                                                  | 86                              | «Светлана»                                           | «Кировец»                                                        | «Красный треугольник»                                                  |
| 1988                                                  | 87                              | «Светлана»                                           | «Кировец»                                                        | «Адмиралтеец»                                                          |
| 1989                                                  | 88                              | «Кировец»                                            | ЛОМО                                                             | «Красный треугольник» и «Скороход» (равное количество очков в турнире) |
| 1990                                                  | 89                              | «Красный треугольник»                                | «Кировец»                                                        | «Светлана» и «Невский завод»                                           |
| 1991                                                  | 90                              | «Турбостроитель»                                     | "Красный треугольник"                                            | "Светлана"                                                             |
| 1992                                                  | 91                              | «Звезда»                                             | «Смена»                                                          | «Турбостроитель»                                                       |
| 1993                                                  | 92                              | «Динамо»                                             | «Адмиралтеец»                                                    | «Светлана»                                                             |
| 1994                                                  | 93                              | «Ижорец»                                             | «Адмиралтеец»                                                    | «Звезда»                                                               |
| 1995                                                  | 94                              | «Ижорец»                                             | «Зенит»                                                          | «Светлана»                                                             |
| 1996                                                  | 95                              | «Зенит»                                              | Ижорец                                                           | Спорт                                                                  |
| 1997                                                  | 96                              | «Турбостроитель»-ЭЛЭС                                | «Смена»                                                          | Ижорец                                                                 |
| 1998                                                  | 97                              | «Смена»                                              | «Динамо»                                                         | «Зенит»                                                                |
| 1999                                                  | 98                              | «Р.Дж. Р.-Петро»                                     | СКА-«Локомотив»                                                  | «Треугольник»                                                          |
| 2000                                                  | 99                              | «Петро»                                              | «Треугольник»                                                    | «Зенит»                                                                |
| 2001                                                  | 100                             | «Аква Стар»                                          | «Алые паруса»                                                    | ЛЕМО                                                                   |
| 2002                                                  | 101                             | «Петро»                                              | «Кукарача»                                                       | «ПетроЛесПорт»                                                         |
| 2003                                                  | 102                             | «Петро»                                              | «Кукарача»                                                       | «ПетроЛесПорт»                                                         |
| 2004                                                  | 103                             | ПСЖ                                                  | «Кукарача»                                                       | «Алые паруса»                                                          |
| 2005                                                  | 104                             | «Коломяги-47»                                        | «Алые паруса»                                                    | «Кукарача»                                                             |
| 2006                                                  | 105                             | «Коломяги-47»                                        | «Колпино-Инкон»                                                  | «Петро»                                                                |
| 2007                                                  | 106                             | «Коломяги-47»                                        | «Колпино-Инкон»                                                  | «Сварог-СМУ 303»                                                       |
| 2008                                                  | 107                             | «Коломяги-47»                                        | «Еврострой»                                                      | «Руан-Нева»                                                            |
| 2009                                                  | 108                             | «Ижора-Бралан»                                       | «Нева-Инкон»                                                     | «Коломяги-47»                                                          |
| 2010                                                  | 109                             | «Тревис и ВВК»                                       | «Сварог-СМУ 303»                                                 | «Ижорец-Инкон»                                                         |
| 2011                                                  | 110                             | «Тревис и ВВК»                                       | «Руан»                                                           | «Коломяги-47»                                                          |
| 2012                                                  | 111                             | «Тревис и ВВК»                                       | «Ижорец-Инкон»                                                   | «Коломяги-47»                                                          |
| 2013                                                  | 112                             | «Тревис и ВВК»                                       | «Ижорец-Инкон»                                                   | «Руан-Нева-Матэкс»                                                     |
| 2014                                                  | 113                             | «Звезда»                                             | «Ижорец-Инкон»                                                   | «Русфан»                                                               |
| 2015                                                  | 114                             | «Звезда»                                             | «Ижорец-Инкон»                                                   | «Грузовичкофф»                                                         |
| 2016                                                  | 115                             | «Звезда»                                             | «Ижорец-Инкон»                                                   | «Максима»                                                              |
| 2017                                                  | 116                             | «Звезда»                                             | «МашТех»                                                         | «СТД „Петрович“»                                                       |
| 2018                                                  | 117                             | «Звезда»                                             | «ЛАЗ»                                                            | «СТД „Петрович“»                                                       |
| 2019                                                  | 118                             | «СТД „Петрович“»                                     | «Динамо»                                                         | «Звезда»                                                               |
| 2020                                                  | 119                             | «СТД „Петрович“»                                     | «Динамо»                                                         | «Ядро»                                                                 |
| 2021                                                  | 120                             | «Ядро»                                               | «Динамо»                                                         | «СТД „Петрович“»                                                       |
| 2022                                                  | 121                             | «Ядро»                                               | «СТД „Петрович“»                                                 | «Авангард»                                                             |
| 2023                                                  | 122                             | «Константиновское»                                   | «Кировец-ГУТИД»                                                  | «СТД „Петрович“»                                                       |
| 2024                                                  | 123                             | «Константиновское»                                   | «Динамо-2»                                                       | «Кировец-ГУТИД»                                                        |
| 2025                                                  | 124                             |                                                      |                                                                  |                                                                        |

Помимо турнира в высшей лиге (в котором разыгрывается звание чемпиона города) существует первенство Санкт-Петербурга в первой лиге, турниры молодёжных (до 21 года; высшая и первая лиги) и юношеских (в нескольких возрастных категориях; высшая, первая, вторая и третья лиги, для которых также существует клубный зачёт) команд.
В зимний период проводится также имеющее статус подготовительного турнира Зимнее первенство Санкт-Петербурга (без ограничений возраста по верхнему потолку). 